# بوی جرج
بوی جرج (به انگلیسی: Boy George) ترانه‌سرا و خواننده انگلیسی است.